# Niszczyciele typu Soldato
Niszczyciele typu Soldato – włoskie niszczyciele z początku XX wieku. W latach 1905–1913 w stoczni Ansaldo w Genui zbudowano jedenaście okrętów tego typu. Jednostki weszły w skład Regia Marina w latach 1907–1913 i wzięły udział w I wojnie światowej, podczas której utracono jeden okręt („Garibaldino”). Pozostałe jednostki zostały w 1921 roku przeklasyfikowane na torpedowce, a ze służby wycofano je w latach 1923–1932.

## Projekt i budowa
Niszczyciele typu Soldato były ostatnimi jednostkami tej klasy wzorowanymi na projektach stoczni brytyjskich. Okręty, zaprojektowane w stoczni Ansaldo, zbliżone były wielkością i parametrami do typu Nembo, lecz posiadały szereg udoskonaleń  wynikających z doświadczeń eksploatacyjnych poprzedników. Jednostki pierwszej grupy miały kotły opalane węglem, na czterech kolejnych zamontowano kotły przystosowane do paliwa płynnego, a ostatni niszczyciel („Ascaro”) miał przedni kocioł opalany paliwem płynnym, a dwa pozostałe węglem. Okręt ten został zamówiony w 1910 roku przez Rząd Chin (miał otrzymać nazwę „Tsing Po”), jednak przed ukończeniem budowy został nabyty przez Włochy.
Wszystkie okręty typu Soldato zbudowane zostały w stoczni Ansaldo w Genui. Budowę okrętów rozpoczęto w latach 1905-1911, zostały zwodowane w latach 1906–1912, a do służby w Królewskiej Marynarce Wojennej przyjęto je w latach 1907–1913.
| Grupa | Okręt         | Stocznia | Początek budowy      | Wodowanie            | Wejście do służby |
| ----- | ------------- | -------- | -------------------- | -------------------- | ----------------- |
| I     | „Artigliere”  | Ansaldo  | 24 lipca 1905        | 18 stycznia 1907     | 18 września 1907  |
| I     | „Bersagliere” | Ansaldo  | 11 lipca 1905        | 2 października 1906  | 13 kwietnia 1907  |
| I     | „Corazziere”  | Ansaldo  | 23 października 1905 | 11 grudnia 1909      | 16 maja 1910      |
| I     | „Garibaldino” | Ansaldo  | 23 października 1905 | 12 lutego 1910       | 1 czerwca 1910    |
| I     | „Granatiere”  | Ansaldo  | 24 lipca 1905        | 27 października 1906 | 18 kwietnia 1907  |
| I     | „Lanciere”    | Ansaldo  | 24 lipca 1905        | 28 lutego 1907       | 1 sierpnia 1907   |
| II    | „Alpino”      | Ansaldo  | 4 grudnia 1905       | 27 listopada 1909    | 1 kwietnia 1910   |
| II    | „Carabiniere” | Ansaldo  | 7 listopada 1905     | 12 października 1909 | 26 stycznia 1910  |
| II    | „Fuciliere”   | Ansaldo  | 28 października 1905 | 21 sierpnia 1909     | 26 stycznia 1910  |
| II    | „Pontiere”    | Ansaldo  | 18 listopada 1905    | 3 stycznia 1910      | 11 lutego 1910    |
| III   | „Ascaro”      | Ansaldo  | 1911                 | 6 grudnia 1912       | 21 lipca 1913     |

## Dane taktyczno–techniczne
Okręty były niewielkimi, pełnomorskimi niszczycielami o długości całkowitej 65 metrów (64,4 metra na linii wodnej), szerokości 6,1 metra i zanurzeniu 2,1 metra. Wyporność normalna wynosiła 395-407 ton, a pełna 407-414 ton. Okręty napędzane były przez dwie czterocylindrowe maszyny parowe potrójnego rozprężania o łącznej projektowanej mocy 6000 KM (w praktyce maszyny osiągały moc pomiędzy 5954 a 6911 KM), do których parę dostarczały trzy kotły Thornycroft. Dwuśrubowy układ napędowy pozwalał osiągnąć prędkość 28,5 węzła. Okręty pierwszej grupy zabierały zapas 90 ton węgla, jednostki drugiej grupy 65 ton mazutu, a „Ascaro” 50 ton węgla i 34 tony mazutu, co zapewniało zasięg wynoszący 1000–1600 Mm przy prędkości 12 węzłów (lub 400 Mm przy prędkości 23,5-24 węzły).
Niszczyciele były uzbrojone w cztery pojedyncze działa dwunastofuntowe kal. 76 mm (3 cale) QF Ansaldo M1897 L/40. Masa działa wynosiła 625 kg, masa naboju 5,9 kg, kąt podniesienia lufy od -10 do +42°, prędkość wylotowa pocisku 674 m/s, donośność maksymalna 9850 metrów, zaś szybkostrzelność 15 strz./min. Uzbrojenie uzupełniały trzy pojedyncze wyrzutnie torped kal. 450 mm (17,7 cala), a na ich pokładach można było umieścić 10 min morskich. 
Załoga pojedynczego okrętu składała się z 3 oficerów oraz 47–52 podoficerów i marynarzy.

## Służba
W latach 1910–1912 na okrętach pierwszej grupy podwyższono tylny maszt, zrównując jego wysokość z masztem głównym. 16 lipca 1918 roku „Garibaldino” został zatopiony nieopodal Villefranche-sur-Mer, po kolizji z brytyjskim niszczycielem HMS „Cygnet”. 1 lipca 1921 roku ocalałe niszczyciele zostały przeklasyfikowane na torpedowce, a z listy floty skreślono je w latach 1923–1932.